# Centre de Formació Professional Xabec
El Centre de Formació Professional Xabec és un centre de formació professional del barri dels Orriols de València. Inaugurat l'octubre del 2006, va néixer impulsat per la fundació EIFOR, una entitat sense ànim de lucre constituïda el 2002. És un centre educatiu que a través de l'Opus Dei ofereix formació cristiana. El centre va néixer amb els tres tipus de formació professional que hi havia en aquell moment, la reglada, l'ocupacional i la contínua.
Fou un dels primers centres de València en impulsar de manera decidida la FP dual, l'any 2013, que implica una major col·laboració entre el món educatiu i de l'empresa. El 2016 va ser posar com un exemple de bones pràctiques en aquest sentit en un congrés anomenat Fòrum d'Oportunitats. Impulsa activitats de voluntariat dels seus alumnes.